# Doktorsdhünn

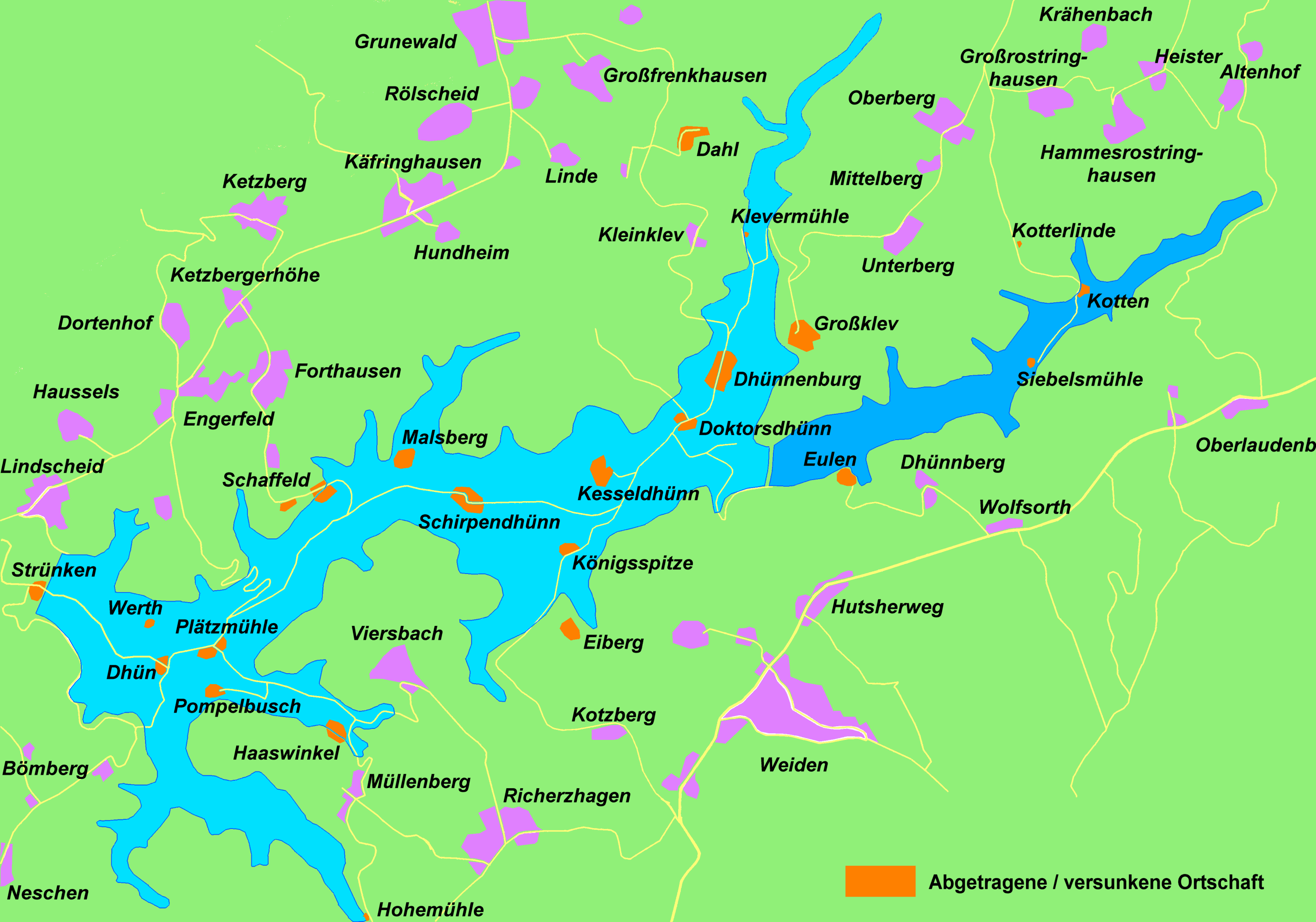
Karte der Großen Dhünntalsperre mit Lage von Doktorsdhünn

Doktorsdhünn war ein Wohnplatz in Wermelskirchen-Dabringhausen und ist untergegangen in der Großen Dhünntalsperre. Er bestand zuletzt nur aus drei bis vier Häusern, einer Pelztierfarm und einem Schulhaus.

## Geschichte
Doktorsdhünn war ein Abspliss des Rittersitzes Dhünnenburg. Er wurde am 1. Mai 1754 von dem Freiherrn Wilhelm Theodor von Gülich an den Advokaten Dr. jur. Caspar Johann Adolph Brass und seinen Bruder verkauft. Nach diesem Doktor Brass erhielt der Abspliss des Rittersitzes den Namen Doktorsdhünn.